# Architektura otevřených systémů
Architektura otevřených systémů (anglicky Open Systems Architecture, zkratka OSA) je síťová architektura, která byla normalizována organizací ISO. Jedná se o standard popisující vrstvy hierarchické struktury a jejich procesy.

## Vznik
Počátek síťové architektury se datuje již od vzniku prvních počítačových sítí. Jednalo se však o řešení, které probíhalo v jedné konkrétní firmě, tzv. proprietárně. Brzo se objevily požadavky vytvořit i takovou síť, která by vytvořila jednotný standard a umožnila propojit počítače od různých výrobců, kteří si v té době tvořili své specifické konvence a protokoly.
Jako první se tohoto úkolu standardizace ujala roku 1977 organizace ISO. Ta vytvořila podkomisi TC97/SC 16, která měla za úkol vytvořit "Architekturu otevřených systémů". Přívlastek "otevřený" (open) zde měl zdůraznit, že systém, vyhovující zamýšlenému standardu, bude připraven pro vzájemné propojení se všemi ostatními systémy na celém světě, které budou vyhovovat témuž standardu.
O něco později byla koncepce přejmenována na "Architektura vzájemného propojování sítí" (Open Systems Interconnection Architecture), která se již nezabývala fungování počítačů jako takových, ale pouze tím, co se týká jejich vzájemné komunikace. Postupem času tak vznikl finální název Open Systems Interconnection, zkratkou OSI. Výsledkem tedy byl referenční model ISO/OSI, který pracuje se sedmi vrstvami.